# Aldea del Obispo
Aldea del Obispo es un municipio y localidad española de la provincia de Salamanca, en la comunidad autónoma de Castilla y León. Se integra dentro de la comarca de Ciudad Rodrigo y la subcomarca del Campo de Argañán. Pertenece al partido judicial de Ciudad Rodrigo.
Su término municipal está formado por las localidades de Aldea del Obispo y Castillejo de Dos Casas, ocupa una superficie total de 41,92 km² y según los datos demográficos recogidos en el padrón municipal elaborado por el INE en el año 2017, cuenta con una población de 281 habitantes.
En sus inmediaciones se encuentra el Real Fuerte de la Concepción que, junto con Ciudad Rodrigo, San Felices de los Gallegos y Almeida, formó parte de un conjunto de plazas militares clave durante las guerras en torno a la frontera de España con Portugal.

## Historia

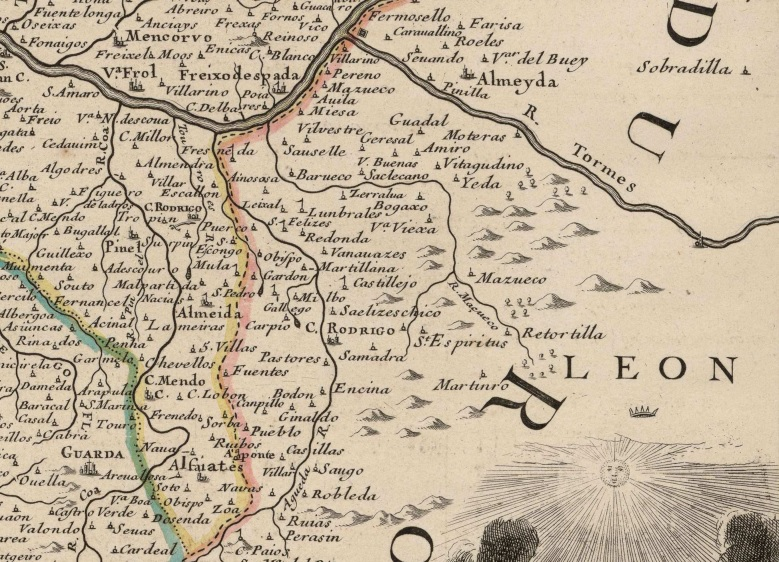
Detalle del oeste salmantino en un mapa del, en el que se puede observar Aldea del Obispo (escrito como Obispo).

La fundación de Aldea del Obispo se remonta a la repoblación efectuada por los reyes de León en la Edad Media, quedando integrado en el campo de Argañán, dentro de la jurisdicción de Ciudad Rodrigo y el Reino de León, siendo cedido como señorío particular al obispo de Ciudad Rodrigo por el rey Fernando II de León en el siglo XII, de lo que derivaría su nombre «del Obispo», señorío que se prolongó hasta el siglo XIX. Un hecho significativo para Aldea del Obispo fue la pérdida del Riba-Coa por parte de León en el Tratado de Alcañices (1297) que convirtió en fronteriza la localidad ya que hasta entonces la frontera luso-leonesa se situaba en el río Coa, erigiéndose posteriormente el Real Fuerte de la Concepción para reforzar este punto de la frontera leonesa. Con la creación de las actuales provincias en 1833, Aldea del Obispo quedó integrado en la provincia de Salamanca, dentro de la Región Leonesa.

## Demografía
Cuenta con una población de 252 habitantes (INE 2024).
| Gráfica de evolución demográfica de Aldea del Obispo entre 1842 y 2021 |
| |
| Población de derecho según los censos de población del INE Población de hecho según los censos de población del INEEntre el censo de 1981 y el anterior, crece el término del municipio porque incorpora a 37095 (Castillejo de Dos Casas) |

Según el Instituto Nacional de Estadística, Aldea del Obispo tenía, a 31 de diciembre de 2018, una población total de 266 habitantes, de los cuales 141 eran hombres y 125 mujeres. Respecto al año 2000, el censo refleja 396 habitantes, de los cuales 207 eran hombres y 189 mujeres. Por lo tanto, la pérdida de población en el municipio para el periodo 2000-2018 ha sido de 130 habitantes, un 33% de descenso.
El municipio se divide en dos núcleos de población. De los 266 habitantes que poseía el municipio en 2018, Aldea del Obispo contaba con 208, de los cuales 109 eran hombres y 99 mujeres, y Castillejo de Dos Casas con 58, de los cuales 32 eran hombres y 26 mujeres.

## Símbolos
El escudo heráldico que representa al municipio fue aprobado con el siguiente blasón:

«Escudo partido. Primero, de Azur con una mitra y un báculo, de oro. Segundo de plata con un castillo de gules, aclarado de sable. Al timbre, corona real»

## Administración y política

### Gobierno municipal
| Partido político                         | 2019  | 2019  | 2019       | 2015  | 2015  | 2015       | 2011  | 2011  | 2011       | 2007  | 2007  | 2007       | 2003  | 2003  | 2003       |
| Partido político                         | %     | Votos | Concejales | %     | Votos | Concejales | %     | Votos | Concejales | %     | Votos | Concejales | %     | Votos | Concejales |
| Partido Socialista Obrero Español (PSOE) | 65,73 | 94    | 5          | 49,75 | 99    | 4          | 53,74 | 115   | 4          | 52,07 | 113   | 4          | 45,80 | 109   | 3          |
| Partido Popular (PP)                     | 29,37 | 42    | 2          | 44,22 | 88    | 3          | 44,86 | 96    | 3          | 46,54 | 101   | 3          | 53,36 | 127   | 4          |

### Elecciones autonómicas

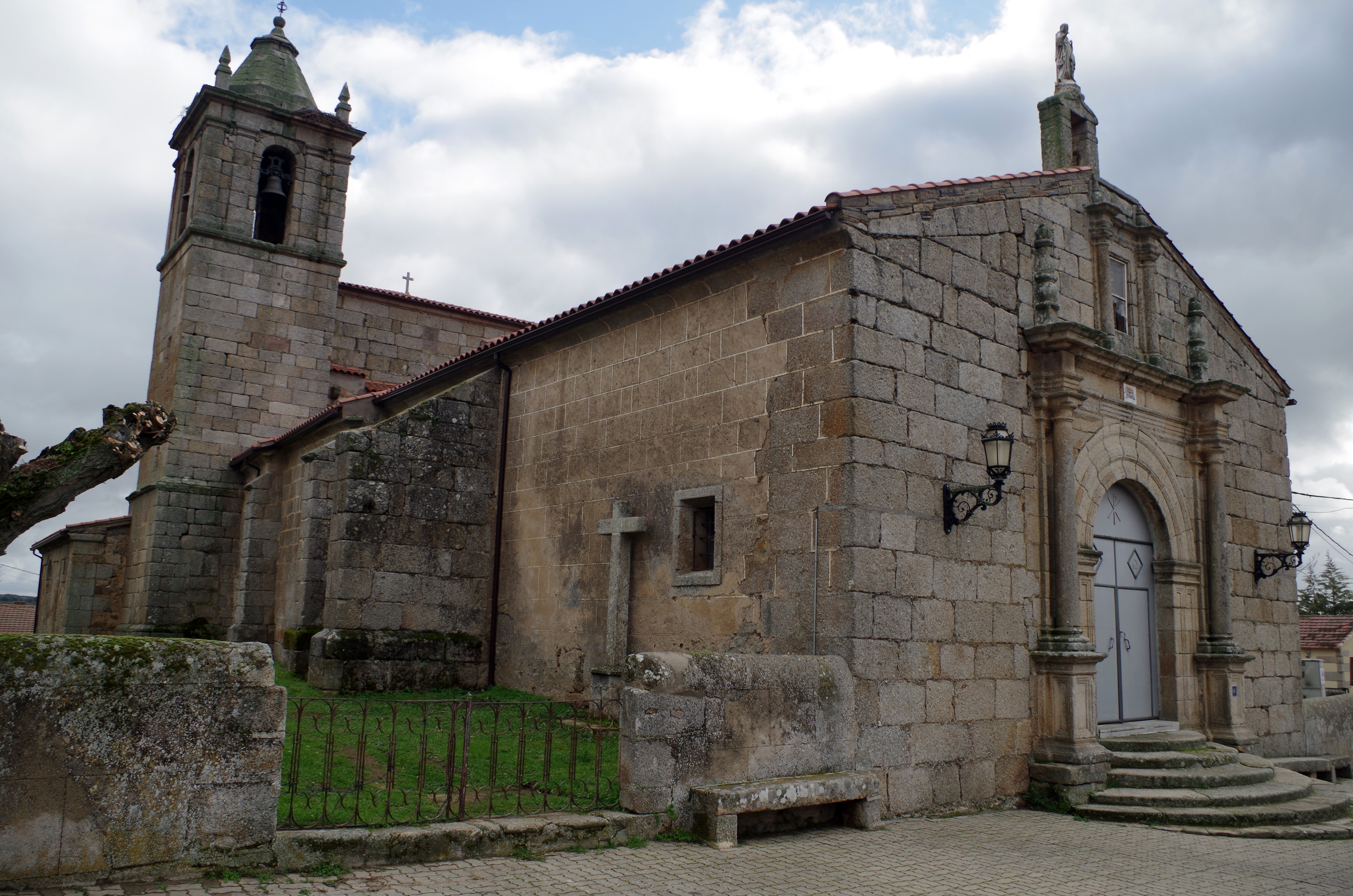
Iglesia de San Sebastián.

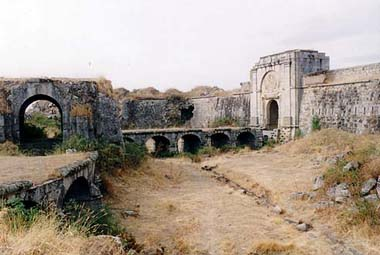
Real Fuerte de la Concepción, a las afueras. En 2012 fue restaurado para convertirlo en un hotel.

| Partido político                              | 2019  | 2019 | 2015  | 2015  | 2011  | 2011 | 2007  | 2007 | 2003  | 2003 | 1999  | 1999 | 1991  | 1991 | 1987  | 1987 | 1983  | 1983 |
| Partido político                              | Votos | %    | Votos | %     | Votos | %    | Votos | %    | Votos | %    | Votos | %    | Votos | %    | Votos | %    | Votos | %    |
| Partido Socialista Obrero Español (PSOE)      | —     | —    | 75    | 43,60 | —     | —    | —     | —    | —     | —    | —     | —    | —     | —    | —     | —    | —     | —    |
| Partido Popular (PP)                          | —     | —    | 69    | 40,12 | —     | —    | —     | —    | —     | —    | —     | —    | —     | —    | —     | —    | —     | —    |
| Ciudadanos (Cs)                               | —     | —    | 10    | 5,81  | —     | —    | —     | —    | —     | —    | —     | —    | —     | —    | —     | —    | —     | —    |
| Podemos                                       | —     | —    | 6     | 3,49  | —     | —    | —     | —    | —     | —    | —     | —    | —     | —    | —     | —    | —     | —    |
| Partido Regionalista del País Leonés (PREPAL) | —     | —    | 1     | 0,58  | —     | —    | —     | —    | —     | —    | —     | —    | —     | —    | —     | —    | —     | —    |
| Unión Progreso y Democracia (UPyD)            | —     | —    | 1     | 0,58  | —     | —    | —     | —    | —     | —    | —     | —    | —     | —    | —     | —    | —     | —    |

## Cultura

### Patrimonio
- Real Fuerte de la Concepción.

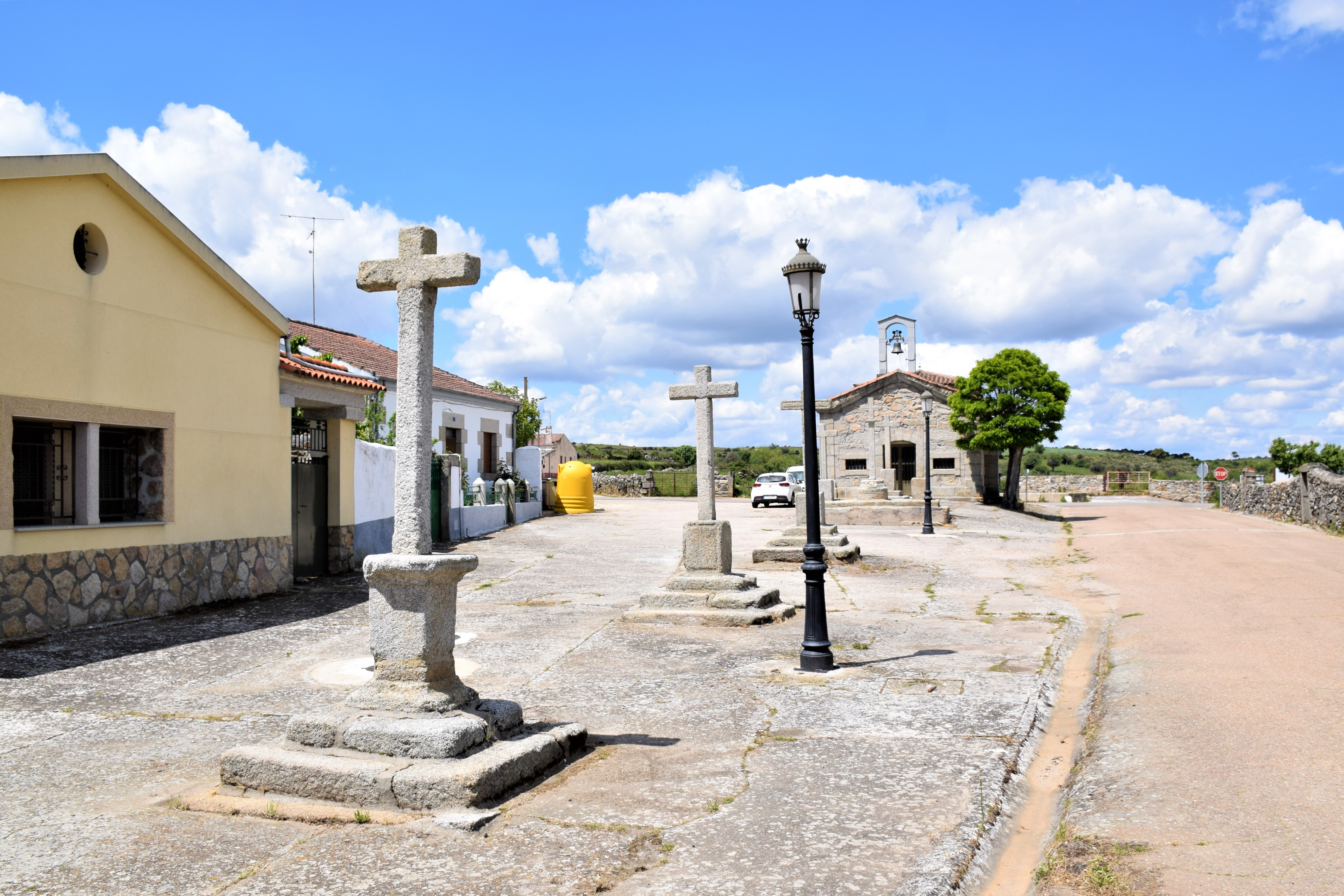
Cruces del calvario y ermita de Jesús Nazareno

- Iglesia de San Sebastián,[12] dependiente del obispado de Ciudad Rodrigo.
- Caserón del Obispo
- Ermita del Nazareno y Cruces.
- Los Boliches.
- Fuente Herrada
- Fuente Mingacha
- Caño de Arriba
- Caño del Medio
- Alambique

### Fiestas
- 20 de enero.
- 15 de mayo.